# Gladiator (ścieżka dźwiękowa)
Gladiator – Music From The Motion Picture – płyta zawierająca ścieżkę dźwiękową do filmu Gladiator. Muzykę skomponowali Hans Zimmer i Lisa Gerrard, otrzymując za nią Złoty Glob oraz nominacje do nagrody BAFTA i Oskara. Album został wydany w 2001 roku.

## Lista utworów
Opracowano na podstawie materiału źródłowego.
| #  | Tytuł               | Czas  |
| -- | ------------------- | ----- |
| 1  | Progeny             | 2:13  |
| 2  | The Wheat           | 1:03  |
| 3  | The Battle          | 10:02 |
| 4  | Earth               | 3:01  |
| 5  | Sorrow              | 1:26  |
| 6  | To Zucchabar        | 3:16  |
| 7  | Patricide           | 4:08  |
| 8  | The Emperor Is Dead | 1:21  |
| 9  | The Might Of Rome   | 5:18  |
| 10 | Strength And Honor  | 2:09  |
| 11 | Reunion             | 1:14  |
| 12 | Slaves To Rome      | 1:00  |
| 13 | Barbarian Horde     | 10:33 |
| 14 | Am I Not Merciful   | 6:33  |
| 15 | Elysium             | 2:41  |
| 16 | Honor Him           | 1:19  |
| 17 | Now We Are Free     | 4:14  |

## Listy sprzedaży
| Lista                | Kraj    | Pozycja | Status          |
| -------------------- | ------- | ------- | --------------- |
| OLiS                 | Polska  | 14      | platynowa płyta |
| Media Control Charts | Niemcy  | 36      |                 |
| Ö3 Austria Top 40    | Austria | 19      |                 |
| SNEP                 | Francja | 150     |                 |